# NEOMAN Bus

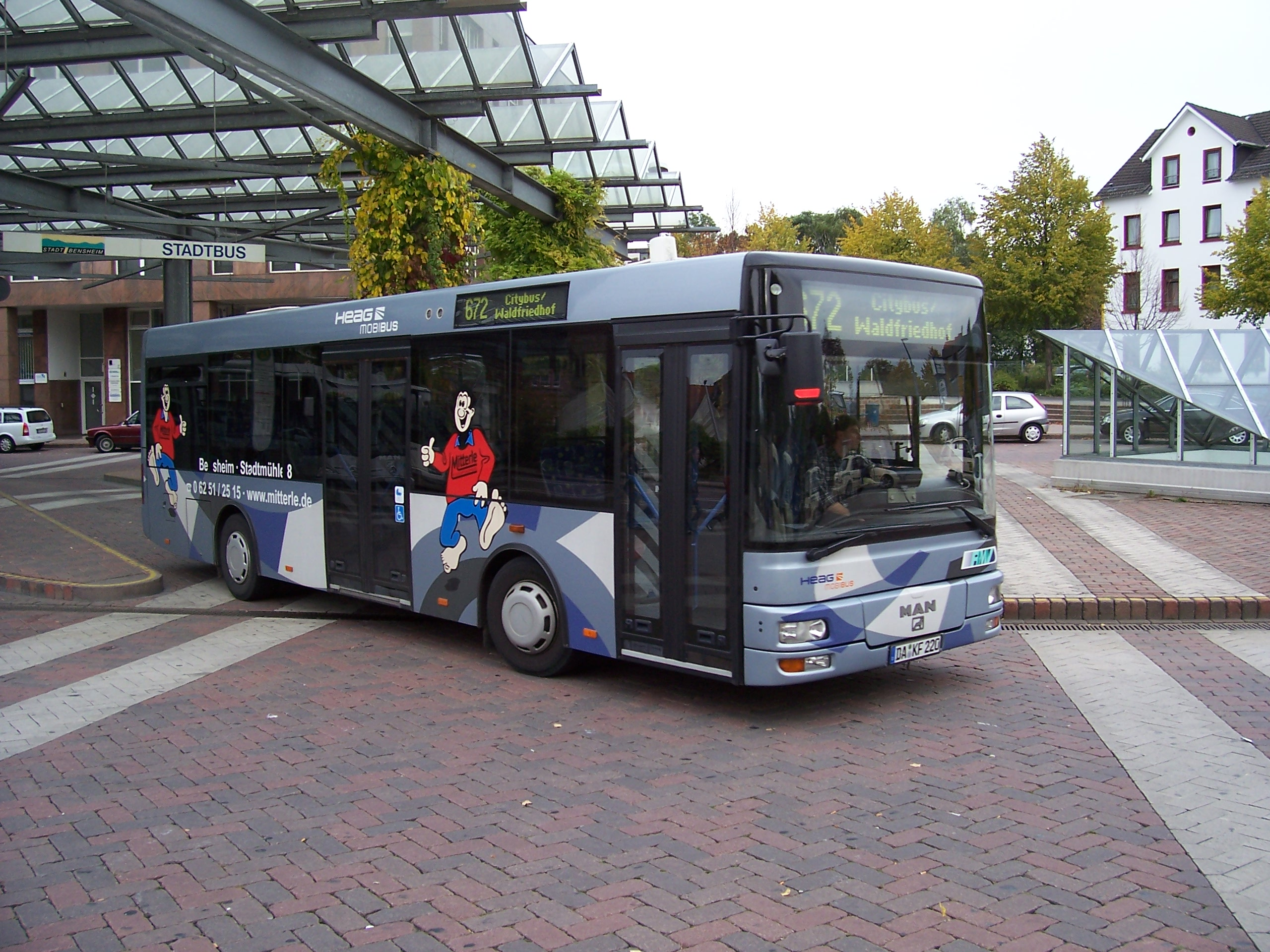
MAN SE Bus

Neoman Bus GmbH (también conocido como Neoman Bus group) fue creado por la unión de MAN AG y Neoplan en el 2001. Se enfoca en la producción de buses